# أوريول
أوريول (بالروسية: Орёл، وتعني النسر) هي إحدى مدن روسيا في الكيان الفدرالي الروسي أوريول أوبلاست.

## المناخ
يظهر الجدول التالي التغييرات المناخية على مدار السنة لأوريول:
| البيانات المناخية لـأوريول        | البيانات المناخية لـأوريول | البيانات المناخية لـأوريول | البيانات المناخية لـأوريول | البيانات المناخية لـأوريول | البيانات المناخية لـأوريول | البيانات المناخية لـأوريول | البيانات المناخية لـأوريول | البيانات المناخية لـأوريول | البيانات المناخية لـأوريول | البيانات المناخية لـأوريول | البيانات المناخية لـأوريول | البيانات المناخية لـأوريول | البيانات المناخية لـأوريول |
| الشهر                             | يناير                      | فبراير                     | مارس                       | أبريل                      | مايو                       | يونيو                      | يوليو                      | أغسطس                      | سبتمبر                     | أكتوبر                     | نوفمبر                     | ديسمبر                     | المعدل السنوي              |
| --------------------------------- | -------------------------- | -------------------------- | -------------------------- | -------------------------- | -------------------------- | -------------------------- | -------------------------- | -------------------------- | -------------------------- | -------------------------- | -------------------------- | -------------------------- | -------------------------- |
| الدرجة القصوى °م (°ف)             | 8.0 (46.4)                 | 9.4 (48.9)                 | 18.2 (64.8)                | 27.8 (82.0)                | 32.8 (91.0)                | 35.4 (95.7)                | 38.7 (101.7)               | 39.5 (103.1)               | 30.7 (87.3)                | 26.3 (79.3)                | 16.0 (60.8)                | 9.6 (49.3)                 | 39.5 (103.1)               |
| متوسط درجة الحرارة الكبرى °م (°ف) | −3.7 (25.3)                | −3.6 (25.5)                | 2.3 (36.1)                 | 12.2 (54.0)                | 19.5 (67.1)                | 22.9 (73.2)                | 24.9 (76.8)                | 23.7 (74.7)                | 17.3 (63.1)                | 10.1 (50.2)                | 1.9 (35.4)                 | −2.7 (27.1)                | 10.4 (50.7)                |
| المتوسط اليومي °م (°ف)            | −6.3 (20.7)                | −6.7 (19.9)                | −1.3 (29.7)                | 7.2 (45.0)                 | 13.9 (57.0)                | 17.5 (63.5)                | 19.3 (66.7)                | 17.9 (64.2)                | 12.1 (53.8)                | 6.1 (43.0)                 | −0.8 (30.6)                | −5.1 (22.8)                | 6.2 (43.2)                 |
| متوسط درجة الحرارة الصغرى °م (°ف) | −9 (16)                    | −9.9 (14.2)                | −4.7 (23.5)                | 2.6 (36.7)                 | 8.4 (47.1)                 | 12.2 (54.0)                | 14.1 (57.4)                | 12.7 (54.9)                | 7.6 (45.7)                 | 2.7 (36.9)                 | −2.8 (27.0)                | −7.7 (18.1)                | 2.2 (36.0)                 |
| أدنى درجة حرارة °م (°ف)           | −33.5 (−28.3)              | −37.2 (−35.0)              | −37.8 (−36.0)              | −18.9 (−2.0)               | −5 (23)                    | −0.4 (31.3)                | 3.9 (39.0)                 | −2.2 (28.0)                | −5 (23)                    | −13 (9)                    | −26.4 (−15.5)              | −35 (−31)                  | −37.8 (−36.0)              |
| الهطول مم (إنش)                   | 43 (1.7)                   | 37 (1.5)                   | 33 (1.3)                   | 43 (1.7)                   | 42 (1.7)                   | 69 (2.7)                   | 76 (3.0)                   | 59 (2.3)                   | 60 (2.4)                   | 54 (2.1)                   | 42 (1.7)                   | 43 (1.7)                   | 601 (23.7)                 |
| متوسط تساقط الثلوج سم (إنش)       | 15 (5.9)                   | 21 (8.3)                   | 21 (8.3)                   | 10 (3.9)                   | 7 (2.8)                    | 0 (0)                      | 0 (0)                      | 0 (0)                      | 0 (0)                      | 3 (1.2)                    | 6 (2.4)                    | 7 (2.8)                    | 90 (35.6)                  |
| متوسط أيام هطول الأمطار           | 23                         | 20                         | 17                         | 12                         | 10                         | 11                         | 8                          | 8                          | 11                         | 14                         | 17                         | 24                         | 175                        |
| متوسط الرطوبة النسبية (%)         | 84                         | 81                         | 75                         | 65                         | 64                         | 69                         | 71                         | 69                         | 77                         | 82                         | 86                         | 87                         | 76                         |
| ساعات سطوع الشمس الشهرية          | 34.1                       | 67.2                       | 133.3                      | 186.0                      | 269.7                      | 273.0                      | 288.3                      | 275.9                      | 168.0                      | 89.9                       | 36.0                       | 31.0                       | 1٬852٫4                    |
| المصدر: Pogoda.ru.net             |                            |                            |                            |                            |                            |                            |                            |                            |                            |                            |                            |                            |                            |

## توأمة
لأوريول اتفاقيات توأمة مع كل من:
- رازغراد (4 أغسطس 2016 - )[13]
- أوفنباخ أم ماين (14 يوليو 1988 - )[13]
- كالوغا (5 يناير 2003 - )[13]
- كولبينو (10 مارس 2010 - )[13]
- Kolpinsky District [الإنجليزية]‏ (10 مارس 2010 - )[13]
- نوفوسيبيرسك (4 أغسطس 2014 - )[13]
- فولوكولامسك رايون (19 نوفمبر 2014 - )[13]
- جودزينا (25 مارس 2016 - )[13]
- نوفي ساد (31 يناير 2017 - )[13]
- ماريبور (6 أبريل 2017 - )[13]
- بينزا (29 أغسطس 2018 - )[13]
- برست

## أعلام
- نيكيتا كيلموف
- ميخائيل باختين
- إيفان تورغينيف
- نيكولاي أناتوليفيتش
- دينيس مينتشوف
- ريتشارد مولر